# Pălincă
Pălinca, sau palinca (în maghiară pálinka), este un distilat din fructe tradițional din Europa Centrală, cu un conținut ridicat de alcool obținută prin dublă distilare.
Spre deosebire de țuică, produsă exclusiv din prune, a cărei concentrație de alcool poate începe de la 24%, pălinca se produce prin „fermentarea alcoolică și distilarea oricărui fruct cărnos sau a unui amestec de fructe”, iar concentrația alcoolică minimă e stabilită legal la 40%, cel mai adesea însă fiind în jur de 50%.
Pălinca reprezintă 40% din consumul de băuturi spirtoase în România și 75% din exportul de acestea.

## Denumire
Numele pălincă derivă din verbul slav *paliti (slovacă: páliť, cehă: pálit, poloneză: palić) „a arde, a distila”.
Pálenka în limba slovacă înseamnă distilat, iar de aici termenul s-a răspândit în țările care produc băutura: Ungaria, Slovenia, Croația, Polonia și regiuni din Austria și România.
Pălincă este o denumire înregistrată de România la Comisia Europeană ca Indicație Geografică Protejată din anul 2008. 
Ungaria și Austria au înregistrat termenul Pálinka, Croația - pelinkovac, Slovenia - pelinkovec. 

## Legislație
Normele privind definirea, descrierea, prezentarea și etichetarea băuturilor tradiționale românești definesc între alte băuturi românești și Pălinca:
Pălinca este o băutură alcoolică tradițională românească obținută exclusiv prin fermentarea alcoolică și distilarea unui fruct cărnos sau a unui amestec de fructe ori a unui marc de fructe, sau a unui suc din acest fruct ori dintr-un amestec de fructe, în prezența sau în lipsa sâmburilor:
- a) fermentarea fructelor se realizează în căzi din lemn sau în cuve de fermentare ori în vase din inox, în funcție de zona în care s-au produs fructele, de soiuri, de tehnologia specifică aplicată;
- b) distilarea se face în cazane din cupru cu ardere directă sau în instalații de distilare, la o concentrație alcoolică de maximum 70% vol., astfel încât produsul distilării să aibă o aromă și un gust provenind de la fruct sau fructe; redistilarea la aceeași concentrație alcoolică este autorizată;
- c) având un conținut în substanțe volatile mai mare sau egal cu 200 de grame la hectolitrul de alcool 100% vol.;
- d) având un conținut în acid cianhidric, în cazul pălincii obținute din fructe cu sâmburi, de maximum 7 grame la hectolitrul de alcool 100% vol.;
- e) având un conținut maxim în alcool metilic de 1.000 de grame la hectolitrul de alcool 100% vol.; în cazul următoarelor fructe: prune (Prunus domestica L.), corcodușe (Prunus domestica L. subsp. Syriaca-Borkh., Janch. Ex. Mansf.), prune brumării (Prunus domestica L.), mere (Malus domestica Borkh.), pere (Pyrus communis L.), cu excepția perelor Williams (Pyrus communis L. cv "Williams"), zmeura (Rubus idaeus L.), mure (Rubus fruticosus auct. aggr.), caise (Prunus armeniaca L.) și piersici [Prunus persica (L.) Batsch], conținutul de alcool metilic este de maximum 1.200 de grame la hectolitrul de alcool 100% vol.; în cazul următoarelor fructe: pere Williams (Pyrus communis L. cv "Williams"), coacăze roșii (Ribes rubrum L.), coacăze negre (Ribes nigrum L.), scorușe (Sorbus aucuparia L.), soc (Sambucus nigra L.), gutui (Cydonia oblonga Mill.) și boabe de ienupăr (Juniperus communis L. și/sau Juniperus oxicedrus L.), conținutul de alcool metilic este de maximum 1.350 de grame la hectolitrul de alcool 100% vol.;
- f) folosirea la fabricarea pălincii a produselor îndulcitoare nu este permisă;
- g) folosirea la fabricarea pălincii a zahărului caramelizat, nu este permisă nici în scopul de a adapta culoarea, culoarea galbenă sau galben-aurie obținându-se prin învechire în butoaie de stejar;
- h) folosirea la fabricarea pălincii a substanțelor aromatizante, preparatelor aromatizante, coloranților, alcoolului etilic de origine agricolă sau a distilatului de origine agricolă, nu este permisă;
- i) combinarea (cupajarea) este permisă;
- j) concentrația alcoolică minimă este de 40% vol. la comercializarea pentru consum;
- k) depozitarea, păstrarea și învechirea produsului se realizează în vase din lemn, inox sau din sticlă.